# Radványi Mária
Radványi Mária (1956. szeptember 4. - ) zongoraművész, művésztanár. 1981 óta a kecskeméti Kodály Zoltán Ének-zenei Általános Iskola, Gimnázium, Szakgimnázium és Alapfokú Művészeti Iskola alapító tagja, és a Szegedi Tudomány Egyetem Zeneművészeti Karán is tanít zongora főtárgyat.

## Élete
1981-ben alapító tagja a Kodály Iskola keretein belül létrehozott zeneművészeti szakközépiskolának, ahol jelenleg is tanár. 1990-től a Szegedi Tudományegyetem Zeneművészeti Karán főtárgyat tanít. Mesteroktató. Ifjúsági regionális és nemzetközi versenyeken zsűrizik. Hosszú évek óta részt vesz a Dratsay Ákos vezette Hódmezővásárhelyi Zenei Napok, és Művészeti Tábor munkájában. Tanári elfoglaltsága mellett rendszeresen szerepel szóló, zenekari, és kamara koncerteken. Együtt zenélhetett olyan nemzetközi hírű szólistákkal, mint Valentin Feigin, illetve Fenyő László. A Kecskeméti Szimfonikus Zenekarral számos alkalommal játszotta Mozart, Beethoven, Chopin, Schumann zongoraversenyeit.